# قطعنامه ۱۲ شورای امنیت
قطعنامه ۱۲ شورای امنیت سازمان ملل متحد که در تاریخ ۱۰ دسامبر ۱۹۴۶ تصویب شد، سندی بین‌المللی دربارهٔ اشغال یونان توسط بریتانیا است. این قطعنامه طی نشست ۸۲ام موافق، مخالف و ممتنع مصوب شد.